# Walter Wagner (notari)
Walter Wagner   (Berlín, 25 de juny de 1907 - Berlín, 1945) va ser el notari que va casar Adolf Hitler amb Eva Braun al búnquer el 29 d'abril de 1945.
Wagner era un advocat i un membre del partit nazi. Era conegut per Joseph Goebbels, que havia treballat anteriorment amb ell a Berlín. Poc abans de la batalla de Berlín és reclutat per l'exèrcit. Quan Hitler va comentar a Goebbels, la seva intenció de casar-se, Goebbels va convocar Wagner al búnquer. Quan va arribar el 28 d'abril va descobrir que la documentació adequada no estava disponible. Més tard aquella nit havia obtingut la documentació i va ser capaç de realitzar la cerimònia poc després de mitjanit.
Immediatament després Wagner es va reunir amb la seva unitat. Va ser assassinat pocs dies després, durant la batalla de Berlín.
L'escena del casament de Hitler és representada a les pel·lícules de Hitler: els últims deu dies i Der Untergang, els quals inclouen l'episodi en què Wagner, de conformitat amb la legislació nazi, pregunta a Hitler si ell és de pura raça "ària".

## Representació en els mitjans de comunicació
Walter Wagner ha estat interpretat pels següents actors en pel·lícules i produccions televisives.
- Andrew Sachs, el 1973 la pel·lícula britànica de Hitler: els darrers deu dies.
- John Ringham en la producció de la televisió britànica 1973 La mort d'Adolf Hitler.
- Robert Austin el 1981 la producció de la televisió nord-americana El Bunker.
- Norbert Heckner a la pel·lícula Der Untergang (La caiguda) el 2004.